# Kathrin Reischmann
Kathrin Reischmann (* 24. November 1996) ist eine deutsche Telemarkerin.

## Werdegang
Bei den deutschen Telemarkmeisterschaften 2014 belegte Reischmann den vierten Platz. Am 28. November 2014 gab sie ihr Debüt im Telemark-Weltcup 2014/15 in Hintertux und belegte im Classic Sprint-Rennen den zehnten Platz. Im weiteren Verlauf der Saison fuhr sie Mittelfeldergebnisse ein. In der Weltcupgesamtwertung belegte sie den 13. Platz, im Classic den 15. Platz, im Classic Sprint den 12. Platz und im Parallelsprint den 14. Platz. Bei den länderoffenen deutschen Telemarkmeisterschaften 2015 gewann sie die Silbermedaille.

## Erfolge

### Deutsche Meisterschaften
| Deutsche Meisterschaften | Deutsche Meisterschaften | Deutsche Meisterschaften | Deutsche Meisterschaften |
| ------------------------ | ------------------------ | ------------------------ | ------------------------ |
| Silber                   | 2015 Kleinwalsertal      | Silber im Classic Sprint |                          |

### Weltcup
- Weltcupplatzierungen

| Saison  | Gesamt | Riesenslalom | Classic | Classic Sprint | Parallelsprint |
| ------- | ------ | ------------ | ------- | -------------- | -------------- |
| 2014/15 | 13.    | –            | 15.     | 12.            | 14.            |